# 1725 au théâtre
| Années du théâtre : 1722 - 1723 - 1724 - 1725 - 1726 - 1727 - 1728    |
| Décennies du théâtre : 1690 - 1700 - 1710 - 1720 - 1730 - 1740 - 1750 |

## Événements
- L'actrice Marianne Dujardin prend la direction du Théâtre de La monnaie à Bruxelles.

## Pièces de théâtre publiées
- L'île des esclaves de Marivaux

## Pièces de théâtre représentées
- 5 mars : L'Île des esclaves de Marivaux, Paris, Hôtel de Bourgogne, par les Comédiens Italiens.
- 9 juillet : L'Embarras des richesses de l'abbé d'Allainval, Paris, Théâtre-Italien.
- L'Opiniâtre de David Augustin de Brueys.

## Naissances
- 9 janvier : Étienne-Dominique Bercher, dit Dauberval, acteur français, sociétaire de la Comédie-Française, mort le 5 août 1800.
- 16 janvier : Jean-Claude-Gilles Colson, dit Bellecour, acteur français, sociétaire de la Comédie-Française, mort le 19 novembre 1778.
- Date précise inconnue ou non renseignée :
  - Jiang Shiquan, dramaturge chinois, mort en 1785.

## Décès
- 6 janvier : Chikamatsu Monzaemon, dramaturge et poète japonais de jōruri, théâtre de marionnettes qui deviendra le bunraku, acteur et auteur de kabuki, né en 1653.
- 21 mars : Joseph de La Font, dramaturge français, né en mars 1686.
- 15 juillet : Marie-Thérèse Dancourt, actrice française, sociétaire de la Comédie-Française, née le 11 mai 1663.
- 6 décembre : Florent Carton, sieur d'Ancourt, dit Dancourt, acteur et auteur dramatique français, né le 1er novembre 1661.